# Tăblița Dispilio
Tăblița dispilio (în greacă: Πινακίδα του Δισπηλιού) este o tăbliță de lemn care conține caractere, ce a fost descoperită în timpul escavațiilor efectuate de George Hourmouziadis la Dispilio și dată cu radiocarbon 14. Tăblița a fost descoperită în anul 1993.